# Courcoury
Courcoury là một xã trong tỉnh Charente-Maritime trong vùng Nouvelle-Aquitaine, tây nam nước Pháp. Xã Courcoury nằm ở khu vực có độ cao trung bình 15 mét trên mực nước biển.
Sông Seugne chảy vào sông Charente ở xã này, cự ly 2,5 km về phía đông thị trấn.